# Hrvatski opći leksikon
Hrvatski opći leksikon (HOL) u izdanju Leksikografskog zavoda Miroslav Krleža iz 1996. godine, univerzalan je tip priručnika namijenjen najširem krugu korisnika, a Leksikografski zavod obnavlja ga za svaki novi naraštaj. 
U Leksikonu se objašnjavaju ključne riječi raznovrsnih područja i struka (znanosti, kulture, tehnike, gospodarstva, politike, sporta, zabave, filozofije, prava, umjetnosti). Izgovor stranih riječi označen je novim transkripcijskim sustavom.
Hrvatski opći leksikon je knjiga najšire primjene, dostupna čitateljima različitih potreba i interesa te vrijedan izvor za brzu, pristupačnu i pouzdanu obavijest.
Glavni urednik Hrvatskog općeg leksikona (1996): August Kovačec.

Leksikografski zavod Miroslav Krleža 2012. godine objavio je novo izdanje Hrvatskog općeg leksikona, moderni jednosvešćani univerzalni priručnik koji je namijenjen širokom krugu korisnika. Nacionalni atribut u naslovu Leksikona daje naglasak na pojačan udjel nacionalne građe, te da se građa univerzalne naravi donosi i sagledava s prevladavajućega hrvatskog stajališta.
Hrvatski opći leksikon obrađuje:
- vlastita imena osoba koja su se istakla svojim životom i/ili svojim djelima kao znanstvenici i pisci, kao dobitnici Nobelove nagrade, kao vladari i političari, kao pape i drugi crkveni i vjerski velikodostojnici, kao sveci i svetice, kao povijesni ili legendarni junaci itd.
- imena naroda i različite ljudske skupine (etničke, vjerske itd.), koje su dale osobito vrijedan prilog svjetskoj kulturi te malo narodi i zajednice koji su zanimljivi zbog svojeg društvenog ustroja ili osebujne civilizacije
- zemljopisna imena (imena gradova i naselja u svijetu i Hrvatskoj, imena mora i otoka, rijeka i jezera, planina i nizina, država i pokrajina)
- povijesni događaji, politička, vjerska, ideološka, društvena, umjetnička i druga gibanja ili smjerovi (npr. križarski ratovi, boljševizam, barok i sl.)
- stručni nazivi, od suvremenih znansvenih termina biokemije i nuklearne fizike do pučkih naziva alata, građevina ili običaja.

Privlačnim izgledom, poučnim i zabavnim sadržajem, najnovije izdanje Hrvatskoga općeg leksikona odgovara potrebama korisnika s početka 21. stoljeća.

## Podaci o leksikonu
Glavni urednik Hrvatskog općeg leksikona (2012): Mladen Klemenčić
- Glavni urednik: August Kovačec / Mladen Klemenčić
- Broj članaka: 52 000/50 000
- Broj stranica: 1152 / 1550
- Broj ilustracija 96 000 / 10 000

## Vanjske poveznice
- Leksikografski zavod Miroslav Krleža  Arhivirana inačica izvorne stranice od 29. svibnja 2010. (Wayback Machine)